# جاي جوزيف
جاي جوزيف (بالإنجليزية: Jay Joseph)‏ هو عالم نفس أمريكي، ولد في 13 أبريل 1959.

## وصلات خارجية
- الموقع الرسمي